# منتخب بولندا لكأس فيد
منتخب بولندا لكأس فيد هو ممثل بولندا الرسمي في كرة المضرب في كأس فيد.